# Astrid Geisler
Astrid Geisler (10 agosto 1968) è un'ex sciatrice alpina austriaca.

## Biografia
Specialista delle prove veloci originaria di Mittersill, la Geisler debuttò in campo internazionale in occasione dei Mondiali juniores di Jasná 1985, dove vinse la medaglia d'oro nella discesa libera, e in quella stessa stagione 1984-1985 in Coppa Europa si aggiudicò la classifica di tale specialità. Sempre in discesa libera nel 1986 ai Mondiali juniores di Bad Kleinkirchheim conquistò la medaglia d'argento, mentre in Coppa Europa vinse la classifica di supergigante e fu 3ª sia in quella generale, sia in quella di discesa libera. Ottenne gli ultimi risultati agonistici ancora in Coppa Europa nella stagione 1987-1988, quando fu nuovamente 3ª nella classifica di discesa libera; non prese parte a rassegne olimpiche né ottenne piazzamenti in Coppa del Mondo o ai Campionati mondiali.

## Palmarès

### Mondiali juniores
- 2 medaglie:
  - 1 oro (discesa libera a Jasná 1985)
  - 1 argento (discesa libera a Bad Kleinkirchheim 1986)

### Coppa Europa
- Miglior piazzamento in classifica generale: 3ª nel 1986
- Vincitrice della classifica di discesa libera nel 1985[1]
- Vincitrice della classifica di supergigante nel 1986
- 11 podi:
  -  6 vittorie[senza fonte]

### Campionati austriaci
- 2 medaglie[1]:
  - 1 oro (discesa libera nel 1985)
  - 1 argento (discesa libera nel 1986)